# كابيروس
كابيروس (بالإنجليزية: Cabirus)‏ هو رب قومي عند المكدونيين، ويعتبر حامي البلاد. يظهر كابيروس وهو يحمل ما يبدو مطرقة، مما يدل على ارتباطه بالحرفيين. في نقوش أخرى لكابيروس، ظهر معه مطرقتان متقاطعتان. وهو الإله «راعي المدينة» الذي كان شائعا بين الطبقة العاملة. هو ابن فولكان وكابيرا [الإنجليزية] الذي قتل على يد شقيقيه. يصور كإله شاب. وتضمنت طقوس عبادته أن يعمد الشخص بالماء لكي يتوحد مع الإله، لكي تغفر خطاياه، ويحظى بالحماية والمساعدة الإلهية المقدمة للحرفيين.